# Куллу (округ)
Куллу (англ. Kullu, в.-пандж. ਅੰਬਾਲਾ) — округ в индийском штате Химачал-Прадеш. Округ тянется от деревни Рампур на юге и до перевала Рохтанг Ла на севере.

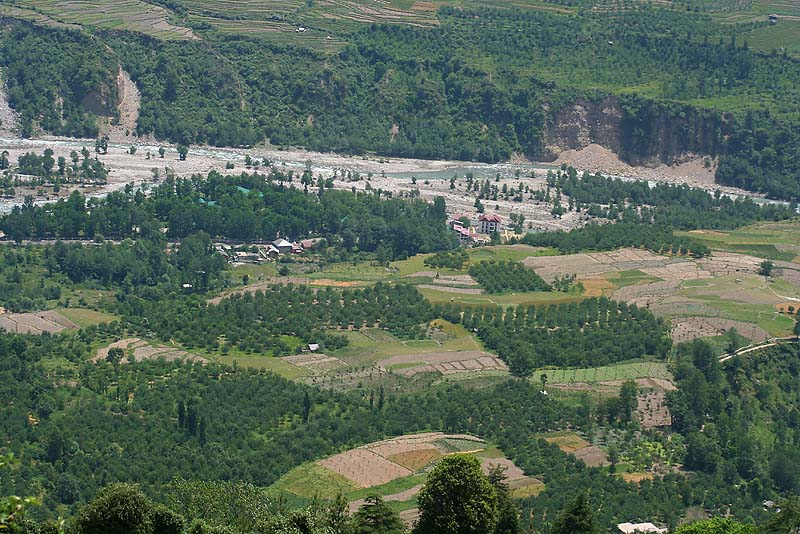
Поля и река Беас в Кулу

Административным центром округа является город Куллу, расположенный на берегах реки Беас. Крупнейшая горная долина округа также носит название Куллу и известна как «долина богов». В округе Куллу находится популярный туристический центр Манали.
Другая важная долина — Лугская, которая уже 150 лет поставляет отличный лес и продолжает делать это. Недалеко на севере лежит город Манали.
Древняя резиденция царя Куллу находится в крепости Наггар, в 12 км к северу от современного города, предположительном построена в начале 17 века Раджа Сидх Синг. Раджа Сидх Синг (1637-72) перенёс столицу в середине века и назвал её Султанпур. В столице был дворец, несколько храмов, длинный и узкий базар у подножья холмов.
Британцы получили Кангру и Куллу от Сикхов в 1846. В новом замке жили потомки раджи Куллу, а старый забрали англичане.
В связи с нестабильностью в Кашмире, Манали и Куллу стали важными летними курортами в Индии.
На востоке округа в деревни Маникаран построены сикхские и индуистские храмы, и текут горячие источники. Хидимба Деви (храм) в Манали. Также в округе много сикских святилищ. На северо-восток от Куллу находится знаменитая долина Малана.

## Галерея

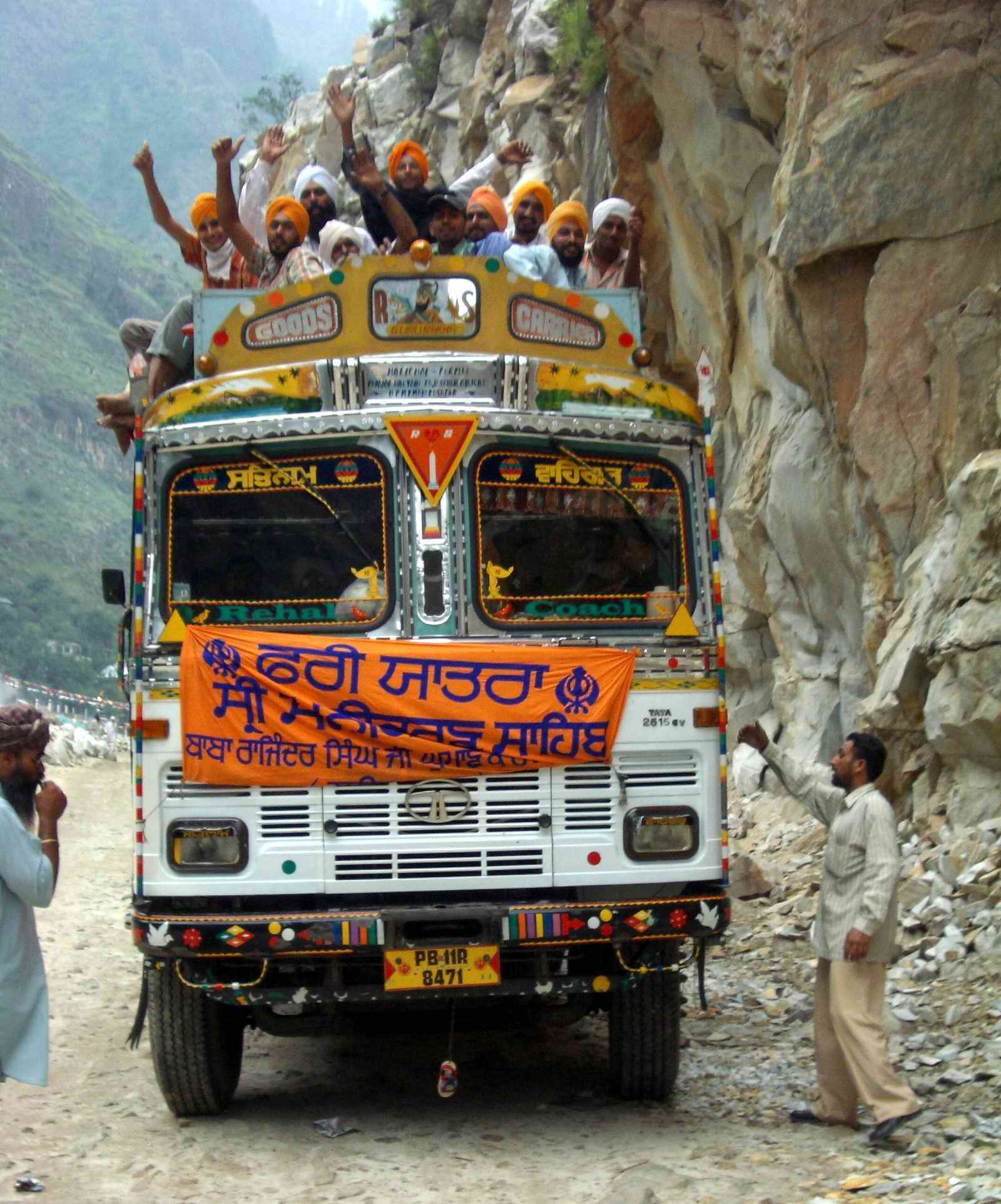
Радостные паломники сикхи на дороге в Маникаран
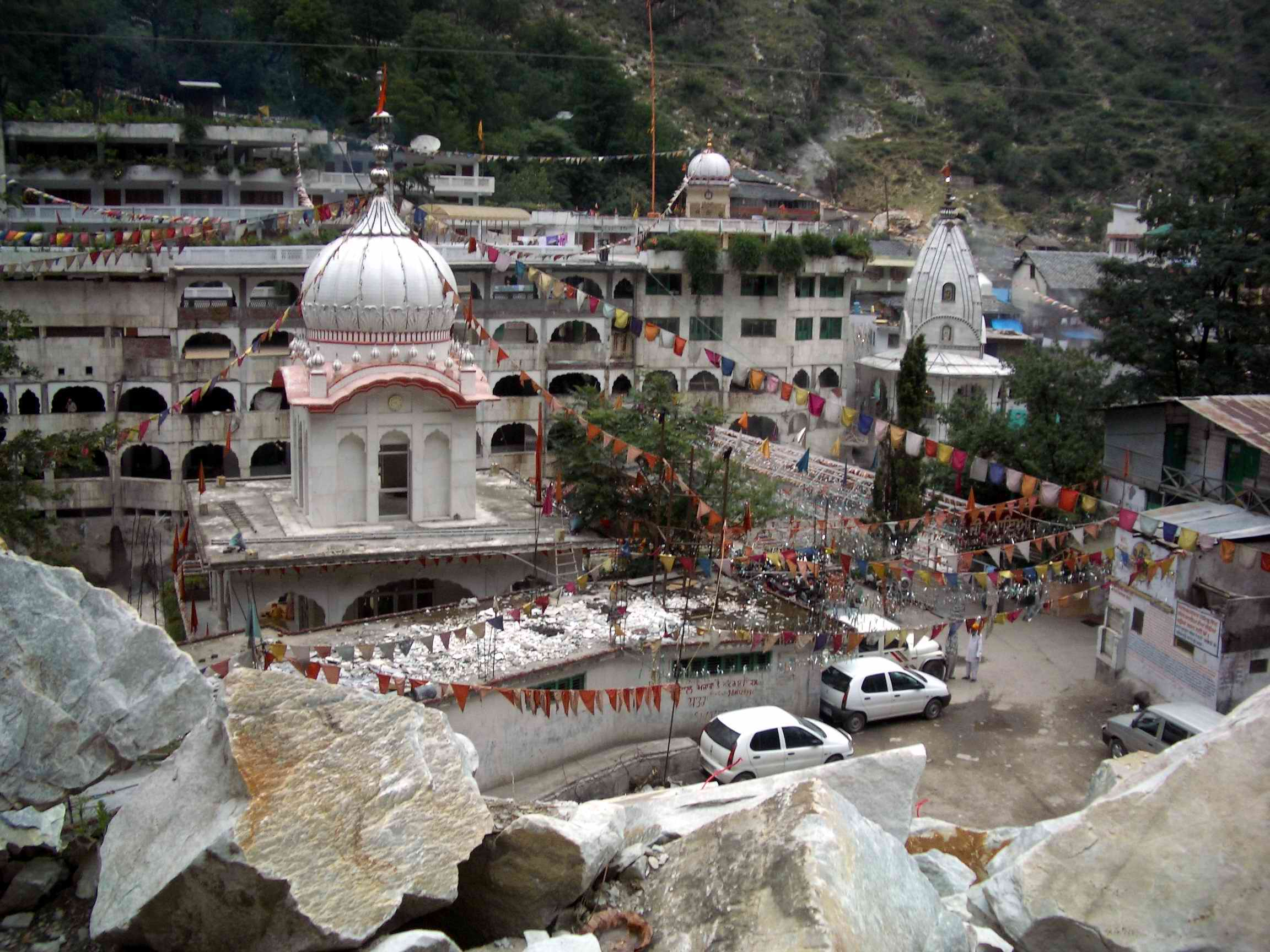
Маникаран, Куллу, 2004
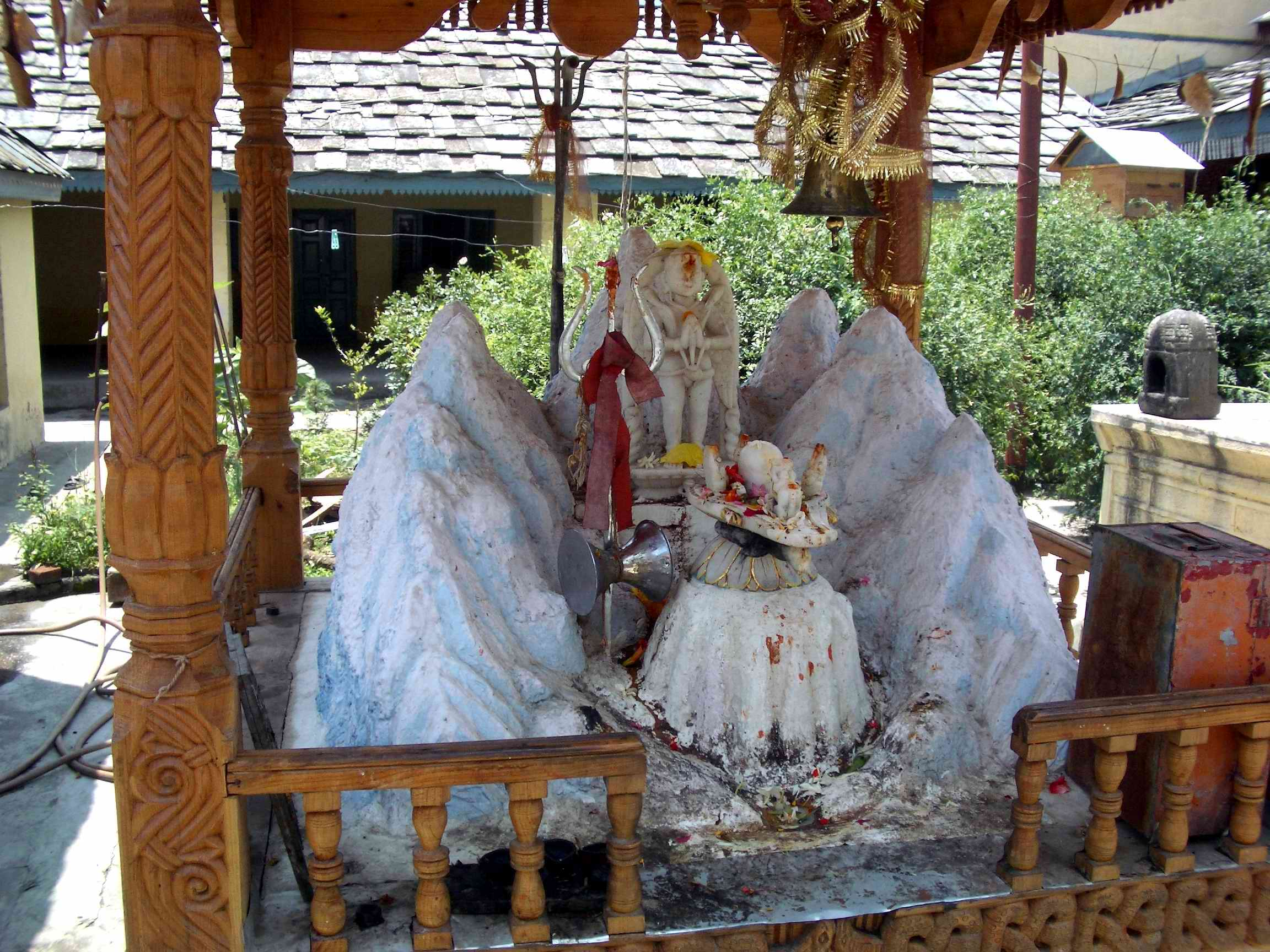
Святилище Шивы, Куллу, 2004
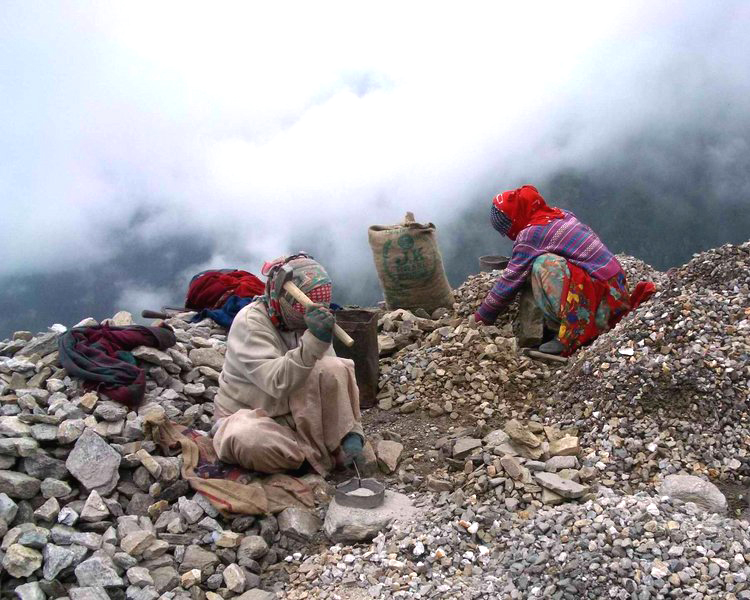
Дорожные рабочие крушат камни, Куллу, 2004
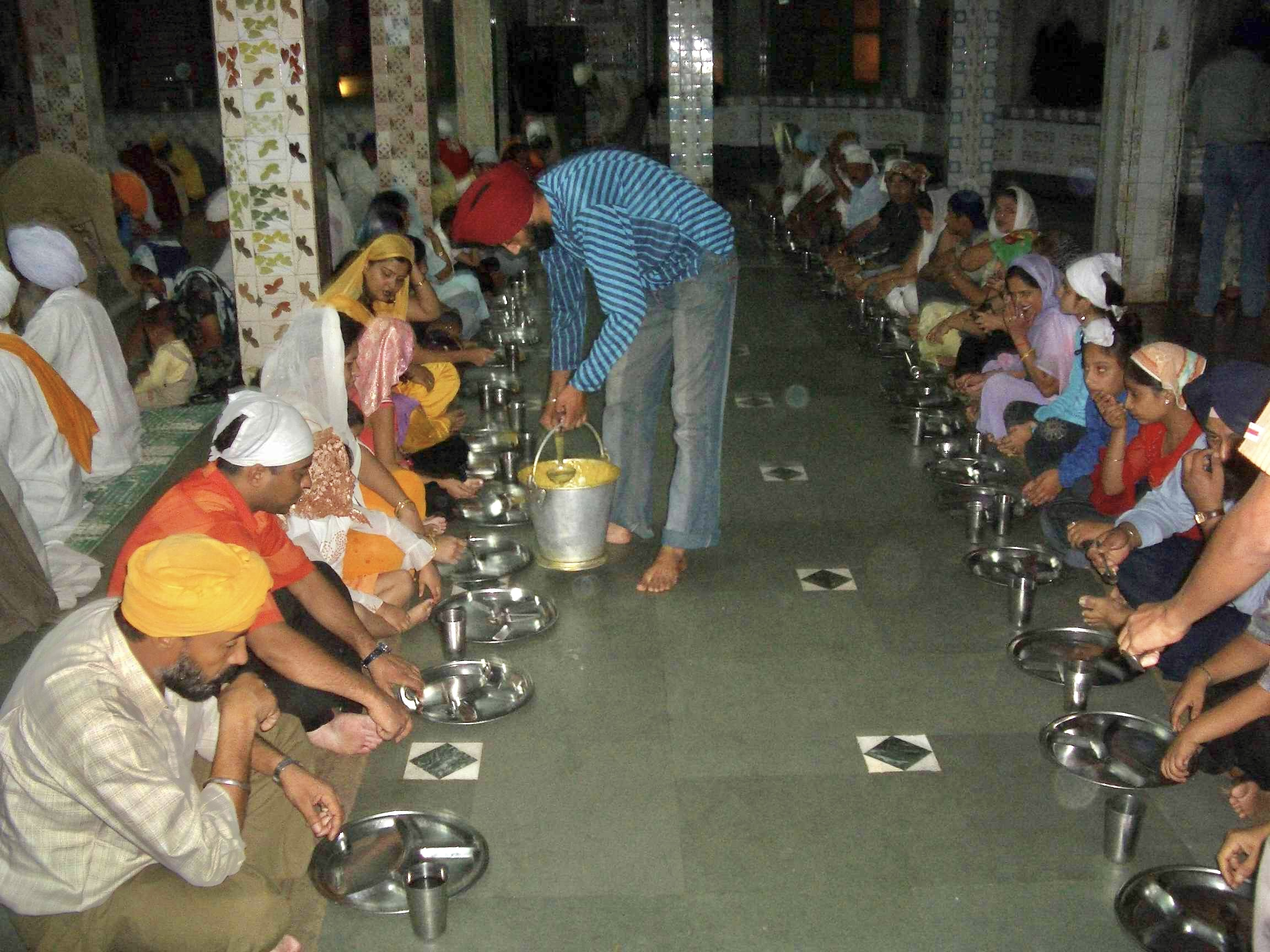
Ужин в сикхской гурудваре, Маникаран, 2004
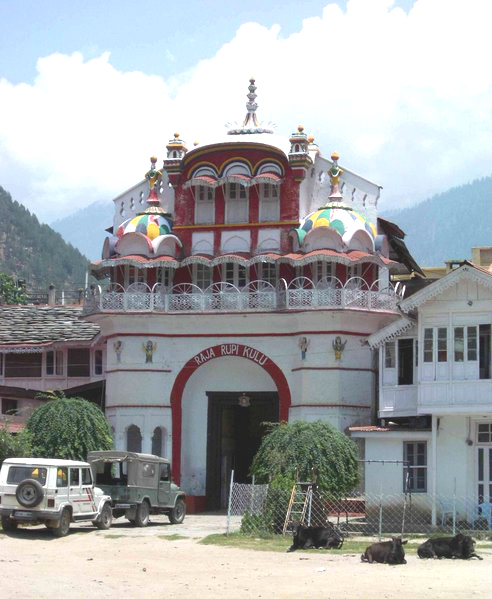
«Дворец Раджа Рупи» в Куллу, 2004